# داستان پیکسار
داستان پیکسار به کارگردانی لسلی ایورکس مستندی از تاریخ استودیوی انیمیشن پیکسار است. نسخه اولیه این فیلم در جشنواره فیلم سونوما در سال 2007 به نمایش در آمد و در اواخر همان سال نمایش تئاتر آن محدود بود ، قبل از اینکه توسط شبکه کابلی استارز در ایالات متحده انتخاب شود.
این فیلم ، در خارج از آمریکای شمالی ، در تابستان 2008 به عنوان بخشی از "مجموعه نهایی پیکسار" ، یک جعبه از فیلم های پیکسار ، روی دی وی دی منتشر شد. سپس به عنوان یک ویژگی خاص در نسخه های ویژه DVD و Blu-ray و نسخه ویژه WALL-E ، که در 18 نوامبر 2008 راه اندازی شد ، گنجانده شد.
اولین نمایش این فیلم در بی بی سی دو در انگلستان بود.

## خلاصه داستان فیلم
داستان موفقیت استودیوی انیمیشن پیکسار از ابتدامی باشد

## بازخورد ها
این فیلم به طور کلی نقد مثبت دریافت کرد و بر اساس 7 بررسی ، نمره کل 86٪ را از راتن تومیتوز دریافت کرد.